# Radomirești (okręg Aluta)
Radomirești – wieś w Rumunii, w okręgu Aluta, w gminie Radomirești. W 2011 roku liczyła 1390 mieszkańców.